# Pont-de-l'Isère
Pont-de-l'Isère là một xã thuộc tỉnh Drôme trong vùng Auvergne-Rhône-Alpes ở đông nam nước Pháp. Xã Pont-de-l'Isère nằm ở khu vực có độ cao trung bình 119 mét trên mực nước biển.